# Cyril Dumoulin
Cyril Dumoulin (Rillieux-la-Pape, Francia; 2 de febrero de 1984) es un jugador francés de balonmano. Juega en la posición de portero en el Campeonato de Francia en el Tremblay-en-France Handball y en la Selección de balonmano de Francia.

## Biografía
Cyril Dumoulin nació el 2 de febrero de 1984 en Rillieux-la-Pape.
Después de casi 10 años en un club de fútbol, comenzó el balonmano a la edad de 13 años en el club Bourgoin-Jallieu. Bajo la dirección de Joel Casagrande, se unió en 1998 a la cantera del Chambery. En el año 2000, se unió a la Chambery. En la temporada 2004-2005 firmó su primer contrato profesional conChambery Savoie HB.
Juega tanto en el Chambery Savoie HB como en la selección francesa. Con su titularidad tanto en el Campeonato de liga como en la champions es capaz de hacer partidos excepcionales. Por ejemplo, el 17 de octubre de 2010, en Chambery contra el Barcelona, hizo 26 paradas (50%), obteniendo así la marca excepcional de 10 en el diario del equipo.22 En septiembre de 2011 se convierte en el primer jugador de balonmano en actividad para publicar un libro, "Entradas", cuenta la temporada anterior de una manera íntima, invitando al lector a descubrir el balonmano de alto nivel, visto desde el interior.

## Selección nacional
- Primera convocatoria : 21 de junio de 2009 contra Letonia
- Veces internacional : 18 (hasta 11/01/2013)

## Clubes
- Chambéry Savoie HB (2000-2014)
- Fenix Toulouse HB (2014-2015)
- HBC Nantes (2015-2021)
- Tremblay-en-France Handball (2021- )

## Palmarés

### Club
Chambéry Savoie Handball
- Subcampeón de Francia : 2003, 2004, 2008, 2009, 2010, 2011 y 2012
- Finalista de la copa de Francia : 2005, 2009 y 2011
- Finalista de la copa de la liga : 2011
- Copa EHF (participación) : 2007

### Nantes
- Copa de Francia de balonmano (1): 2017

### Selección francesa
- Medalla de plata en los juegos del Mediterráneo disputado en Pescara en  Italia : 2009

### Distinciones individuales
- El "7" mejor Francés para la revista l'Équipe en 2012.[1]